# Henrik Robert
Henrik Robert (Hurum, 20 marzo 1887 – Asker, 2 settembre 1971) è stato un velista norvegese.

## Palmarès

### Olimpiadi
- 2 medaglie:
  - 2 argenti (Parigi 1924 nel French National Monotype; Amsterdam 1928 nel monotipo 12' Dinghy)